# شاه و چهار ملکه
شاه و چهار ملکه (انگلیسی: The King and Four Queens) فیلمی آمریکایی در سبک معمایی و وسترن به کارگردانی رائول والش است که در سال ۱۹۵۶ منتشر شد.

## بازیگران
- کلارک گیبل
- النور پارکر
- باربارا نیکولز
- جو وان فلیت
- آرتور شیلدز
- روی رابرتس